# Labège
Labège is een gemeente in het Franse departement Haute-Garonne (regio Occitanie). De plaats maakt deel uit van het arrondissement Toulouse. Labège telde op 1 januari 2022 4.316 inwoners.

## Geografie
De oppervlakte van Labastidette bedroeg op 1 januari 2022 7,65 vierkante kilometer; de bevolkingsdichtheid was toen 564,2 inwoners per km².

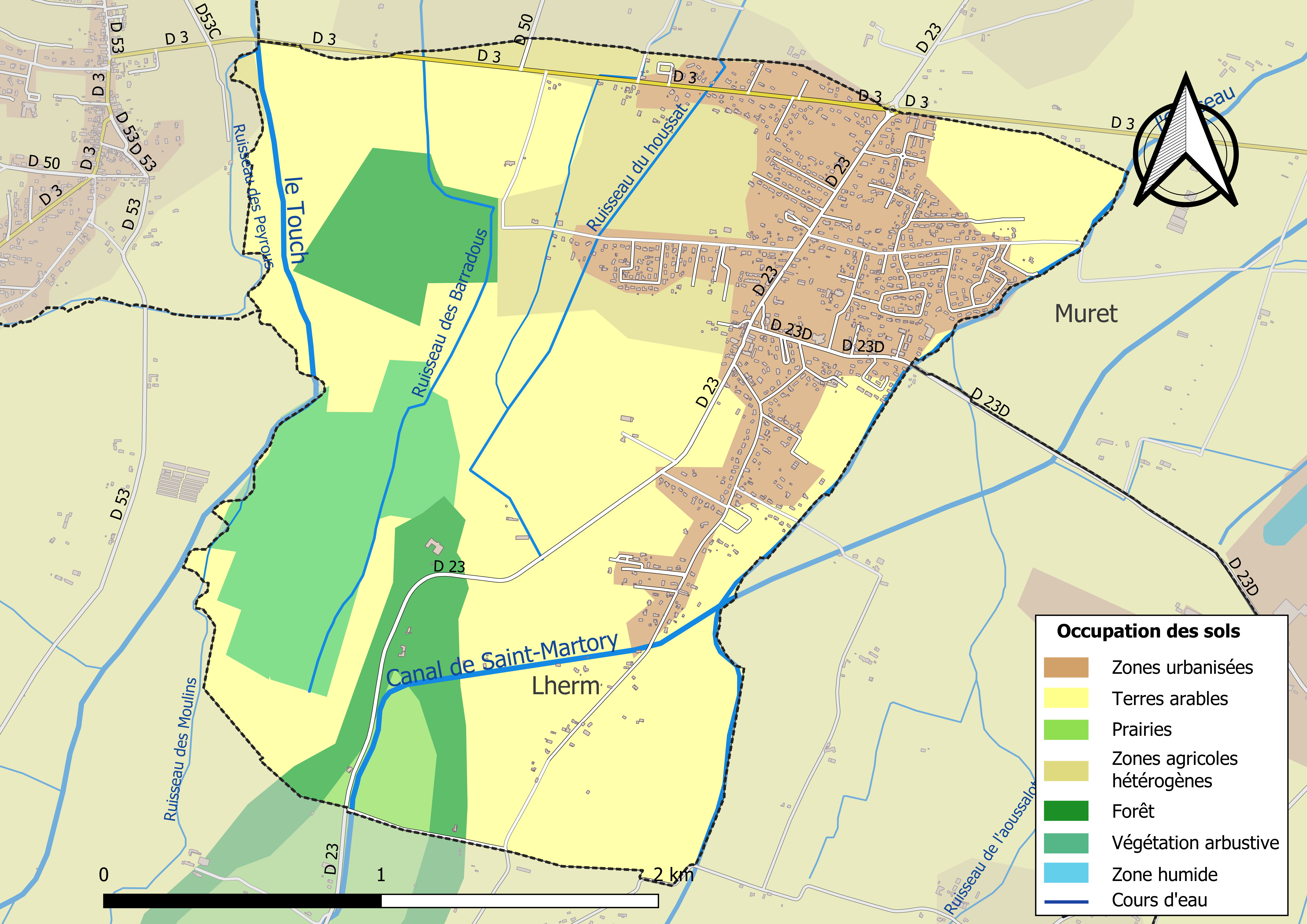
Kaart van de gemeente met belangrijkste infrastructuur, bodemgebruik en omliggende gemeenten

## Verkeer en vervoer
In de gemeente ligt spoorwegstation Labège-Innopole.

## Demografie
Onderstaande figuur toont het verloop van het inwonertal (bron: INSEE-tellingen).